# Cratere Lachappelle
Lachappelle  è un cratere sulla superficie di Venere. Deve il proprio nome alla francese Marie-Louise Lachapelle (1769-1821), considerata la madre dell'ostetricia moderna.